# Ceraclea excisa
Ceraclea excisa är en nattsländeart som först beskrevs av Morton 1904.  Ceraclea excisa ingår i släktet Ceraclea och familjen långhornssländor. Enligt den svenska rödlistan är arten nära hotad i Sverige. Arten förekommer i Nedre Norrland och Övre Norrland. Artens livsmiljö är sjöar och vattendrag, våtmarker. Inga underarter finns listade i Catalogue of Life.